# Osmia clypearis
Osmia clypearis är en biart som beskrevs av Morawitz 1871. Osmia clypearis ingår i släktet murarbin, och familjen buksamlarbin.

## Underarter
Arten delas in i följande underarter:
- O. c. acuta
- O. c. clypearis